# Dolors Marín
Dolors Marín Silvestre (Hospitalet de Llobregat, 1957) es una historiadora e investigadora española, especializada en la historia de los movimientos sociales europeos contemporáneos.

## Biografía
En 1995, Marín se doctoró en Geografía e Historia por la Universidad de Barcelona (UB) con la tesis titulada "De la llibertat per coneixer, al coneixement de la llibertat: l'adquisicio de cultura en la tradicio llibertaria" (De la libertad por conocer, al conocimiento de la libertad. La adquisición de cultura en la tradición libertaria), en la que abordaba el imaginario cultural y las prácticas de los anarquistas en Cataluña. Sus estudios se han centrado en la formación de la cultura libertaria en Cataluña, así como la organización de grupos de afinidad anarquista y la resistencia armada contra el franquismo. Posteriormente, estudió Sociología en el Instituto Católico de Estudios Sociales de Barcelona (ICESB) y estuvo tres años en la Sorbona de París con una beca del Consell Interdepartamental de Recerca i Innovació Tecnològica (CIRIT), donde trabajó sobre la conexión entre los movimientos culturales de los años 20 (individualismo, neomalthusianismo, amor libre, esperantismo) entre Francia y Cataluña.

### Trayectoria profesional
Como experta en la historia de los movimientos sociales europeos contemporáneos, Marín ha publicado más de una decena de libros en diversas editoriales y ha realizado varias publicaciones en espacios académicos y en revistas de divulgación. Forma parte del consejo de redacción de la revista Librepensamiento de reflexión sobre la realidad y la intervención social, editada por la Confederación General del Trabajo (CGT) desde 1988. Además, es miembro del equipo de redacción del Diccionari biogràfic de dones (Diccionario biográfico de mujeres), de la Xarxa Vives, un proyecto impulsado por la Generalidad de Cataluña y el Consejo Insular de Mallorca para dar a conocer la contribución que las mujeres han hecho en la historia de los territorios de habla catalana desde diferentes campos de conocimiento y ámbitos de actuación.
Ha recuperado a referentes de la lucha feminista y obrera en Cataluña como Ángeles López de Ayala o Teresa Claramunt, y ha investigado la labor de la organización de mujeres anarquista Mujeres Libres, antes y durante la guerra civil española.
Ha trabajado como documentalista y asesora en diversos proyectos audiovisuales (reportajes y películas), como “Vivir la utopía” sobre la anarquía en el Estado español; “Catalunya retalls” (RTVE), “Passa el segle” (Canal Nou), “Maquis a Catalunya” y “Aquell 98” (TV3). También ha comisariado exposiciones en el Museo Etnológico y de Culturas del Mundo de Barcelona, entre las que se encuentran: Surrealisme i Etnografia: la trobada fecunda (2000); L’Hospitalet, 100 anys d’Ajuntament; Collblanc-La Torrasssa, història d’un barri (2001); Ètnic (2004), y Gitanos, sis segles de cultura rom a Catalunya (2005).
Colabora con el Observatorio para la Investigación Etnológica de Cataluña en el ámbito de la memoria histórica. Además, es miembro de Memoria de Mallorca, asesora de la Comisión de Fosas del Gobierno de las Islas Baleares. Colabora en distintos encuentros sobre la recuperación de la memoria histórica (La Gavilla Verde de Cuenca y Asociación de Jóvenes de la Comarca del Jerte a Extremadura), y es co-fundadora de la Marcha-Homenaje a los Maquis de Cataluña.

## Obra
- 1996 – Partisanas: la mujer en la resistencia armada contra el fascismo y la ocupación alemana (1936-1945). Con Ingrid Strobl. Virus.[10]
- 2004 – Francesca Bonnemaison: educadora de ciudadanes. Diputación de Barcelona. ISBN 978-84-9803-009-9.[11]
- 2005 – Ministros anarquistas: la CNT en el gobierno de la II República (1936-1939). Ed. Debolsillo. ISBN 978-84-9793-505-0.[12]
- 2009 – Clandestinos: el maquis contra el franquismo, 1934-1975. Plaza & Janés. ISBN 978-8401530531.[13]
- 2009 – La Semana Trágica: Barcelona en llamas, la revuelta popular y la Escuela Moderna. La Esfera de los Libros. ISBN 9788497347884.[14]
- 2009 – Memòria Històrica dels Ateneus a Catalunya: un patrimoni de pràctica associativa i una història que cal rescatar. Fundació Ferrer i Guàrdia. ISBN 978-8487064692.[15]
- 2010 – Anarquistas: un siglo de movimiento libertario en España. Ariel. ISBN 978-8434469341.[16]
- 2010 – Els Montseny-Mañé, un laboratori de les idees. Con Salvador Palomar. Col·lecció "Les veus del temps". Carrutxa. ISBN 978-8487580505.[17]
- 2014 – Anarquismo: una introducción. Ariel. ISBN 978-84-344-1788-5.[18]
- 2018 – Espiritistes i lliurepensadores: dones pioneres en la lluita pels drets civils. Maeva. ISBN 978-8417214036.[19]
- 2019 – Escenarios de la memoria: mujeres obreras en el Raval. Associació Cultural El Lokal. ISBN 978-8412025729.[20]